# Seznam budov na Betlémském náměstí
Na Betlémském náměstí, nacházejícím se jihozápadně od Staroměstského náměstí ve Starém Městě Pražském, se v současnosti nachází deset budov. Nejznámější z nich je pravděpodobně Betlémská kaple, v níž kázal mistr Jan Hus.

## Seznam
| Strana  | Budova                    | Další jména                                                                  | Obrázek     | Číslo popisné |
| ------- | ------------------------- | ---------------------------------------------------------------------------- | ----------- | ------------- |
| Severní | Náprstkova                | Náprstkova                                                                   | Náprstkova  | Náprstkova    |
| Severní | bezejmenný dům            | –                                                                            |             | 251/2         |
| Severní | bezejmenný dům            | –                                                                            |             | 254/3         |
| Severní | Betlémská kaple           | Dům Kazatelů                                                                 |             | 256/5         |
| Severní | dům U Zeleného stromu     | U Zeleného hroznu, kolej Laudon                                              |             | 351/6         |
| Severní | Na Perštýně               |                                                                              |             |               |
| Jižní   | Na Perštýně               | Na Perštýně                                                                  | Na Perštýně | Na Perštýně   |
| Jižní   | dům U Šedivých            | –                                                                            |             | 350/17        |
| Jižní   | galerie U Betlémské kaple | –                                                                            |             | 1004/8        |
| Jižní   | Konviktská                |                                                                              |             |               |
| Jižní   | bezejmenný dům            | –                                                                            |             | 257/9         |
| Jižní   | dům Na Rybárně            | fara u svatého Filipa a Jakuba                                               |             | 258/10        |
| Jižní   | dům U Bílého čápa         | –                                                                            |             | 259/11        |
| Jižní   | Betlémská                 |                                                                              |             |               |
| Jižní   | dům U Halánků             | Haťapaťovský dům, Náprstkovo muzeum asijských, afrických a amerických kultur |             | 269/13        |
| Jižní   | Náprstkova                |                                                                              |             |               |